# Эммет (округ, Айова)
Э́ммет (англ. Emmet County) — округ в США, штате Айова. На 2000 год численность населения составляла 11 028 человек. По оценке бюро переписи населения США в 2009 году население округа составляло 10 241 человек. Окружным центром является город Эстервилл.

## История
Округ Эммет был сформирован 15 января 1851.

## География
Согласно данным Бюро переписи населения США площадь округа Эммет составляет 1024 км².

### Основные шоссе
- Автострада 4
- Автострада 9
- Автострада 15

### Соседние округа
- Джэксон, Миннесота  (северо-запад)
- Мартин, Миннесота  (северо-восток)
- Коссут  (восток)
- Пало-Алто  (юг)
- Дикинсон  (запад)

### Климат
Согласно данным представленным Национальной метеорологической службой США в Эстервилле жаркий летний влажный континентальный климат сокращённо обозначаемый, по системе классификации климатов Кёппена, на климатических картах аббревиатурой «Dfa».

## Демография
По данным переписи населения 2000 года в округе проживало 11 028 жителей. Среди них 24,1 % составляли дети до 18 лет, 17,9 % люди возрастом более 65 лет. 50,3 % населения составляли женщины.
Национальный состав был следующим: 97,8 % белых, 0,4 % афроамериканцев, 0,5 % представителей коренных народов, 0,5 % азиатов, 6,6 % латиноамериканцев. 0,7 % населения являлись представителями двух или более рас.
Средний доход на душу населения в округе составлял $16619. 12,1 % населения имело доход ниже прожиточного минимума. Средний доход на домохозяйство составлял $42568.
Также 82,2 % взрослого населения имело законченное среднее образование, а 13,0 % имело высшее образование.